# Ted Best
Ted Best (eigentlich Edward Wallace Best; * 11. September 1917; † 1992) war ein australischer Sprinter.
Bei den British Empire Games 1938 in Sydney gewann er jeweils Bronze über 100 Yards in 9,9 s, über 220 Yards in 21,4 s und in der 4-mal-110-Yards-Staffel.